# Estilo Regencia (Reino Unido)

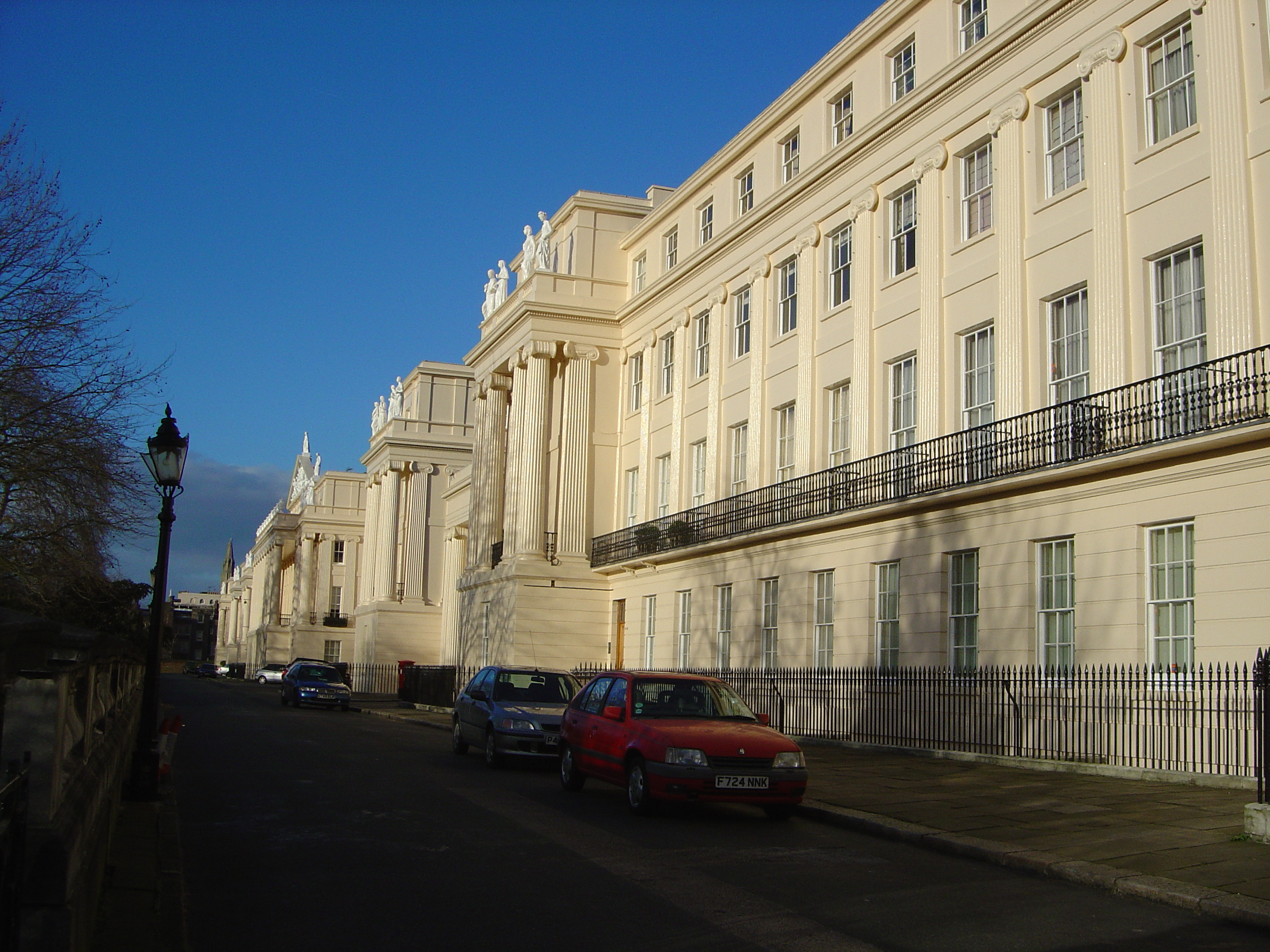
Terraza Cumberland, Londres.

El estilo de la Regencia (en inglés: Regency style) se ve reflejado principalmente en la arquitectura de aquellos edificios construidos en el Reino Unido a comienzos del siglo XIX, cuando Jorge IV era aún príncipe regente, y también en otros más tardíos que siguieron el mismo estilo.
Está estrechamente relacionado con la arquitectura neoclásica georgiana, agregando un toque de elegancia y claridad. Nótese que el estilo georgiano toma su nombre de cuatro reyes llamados Jorge que reinaron sucesivamente y sin interrupción, entre 1714 y 1830; siendo Jorge IV el último de ellos.